# Haiti nos Jogos Olímpicos de Verão de 2012
Haiti enviou uma equipe de cinco atletas para competir nos Jogos Olímpicos de Verão de 2012, em Londres, na Grã-Bretanha.

## Desempenho

### Atletismo(4 atletas)
Masculino
| Atleta         | Evento              | Preliminares | Preliminares | Quartas | Quartas | Semifinais  | Semifinais  | Final       | Final       |
| Atleta         | Evento              | Marca        | Posição      | Marca   | Posição | Marca       | Posição     | Marca       | Posição     |
| -------------- | ------------------- | ------------ | ------------ | ------- | ------- | ----------- | ----------- | ----------- | ----------- |
| Moise Joseph   | 800 m               | 1m48s46      | 36º          |         |         | Não avançou | Não avançou | Não avançou | Não avançou |
| Jeffrey Julmis | 110 m com barreiras | 13s87        | 38º          |         |         | Não avançou | Não avançou | Não avançou | Não avançou |
| Samyr Laine    | Salto triplo        | 16m81        | 10º q        |         |         |             |             | 16m65       | 11º         |

Feminino
| Atleta       | Evento | Preliminares | Preliminares | Quartas | Quartas | Semifinais  | Semifinais  | Final       | Final       |
| Atleta       | Evento | Marca        | Posição      | Marca   | Posição | Marca       | Posição     | Marca       | Posição     |
| ------------ | ------ | ------------ | ------------ | ------- | ------- | ----------- | ----------- | ----------- | ----------- |
| Marlena Wesh | 200 m  | DNS          | DNS          |         |         | Não avançou | Não avançou | Não avançou | Não avançou |
| Marlena Wesh | 400 m  | 51s98        | 14º Q        |         |         | 52s49       | 19º         | Não avançou | Não avançou |

### Judô(1 atleta)
Feminino
| Atleta            | Evento | Primeira fase           | Oitavas                | Quartas                | Semifinal              | Repescagem             | Repescagem             | Repescagem             | Final                  |
| Atleta            | Evento | Primeira fase           | Oitavas                | Quartas                | Semifinal              | 1ª fase                | Quartas                | Semifinal              | Final                  |
| Atleta            | Evento | Adversário e resultado  | Adversário e resultado | Adversário e resultado | Adversário e resultado | Adversário e resultado | Adversário e resultado | Adversário e resultado | Adversário e resultado |
| ----------------- | ------ | ----------------------- | ---------------------- | ---------------------- | ---------------------- | ---------------------- | ---------------------- | ---------------------- | ---------------------- |
| Linouse Desravine | -52 kg | MGL Bundmaa D 0000–0100 | Não avançou            | Não avançou            | Não avançou            | Não avançou            | Não avançou            | Não avançou            | Não avançou            |

Legenda
| Recorde mundial      | Recorde mundial (World record)               |                       | Recorde africano                      | Recorde africano (African) |                                           | Q | Classificado por posição (Qualified) |
| Recorde olímpico     | Recorde olímpico (Olympic record)            | Recorde da América    | Recorde da América (Americas)         | q                          | Classificado por melhor tempo (Qualified) |   |                                      |
| Melhor marca do ano  | Melhor marca do ano (World leading)          | Recorde asiático      | Recorde asiático (Asian)              | DNS                        | Não largou (Did not start)                |   |                                      |
| Recorde nacional     | Recorde nacional (National record)           | Recorde europeu       | Recorde europeu (European)            | DNF                        | Não terminou (Did not finish)             |   |                                      |
| Recorde pessoal      | Recorde pessoal do atleta (Personal best)    | Recorde da Oceania    | Recorde da Oceania (Oceania)          | DSQ / DQ                   | Desclassificado (Disqualified)            |   |                                      |
| Recorde da temporada | Recorde da temporada do atleta (Season best) | Recorde sul-americano | Recorde sul-americano (South America) | NM                         | Sem marca (No mark)                       |   |                                      |